# Goa (portail web)
 (décembre 2014).
Si vous disposez d'ouvrages ou d'articles de référence ou si vous connaissez des sites web de qualité traitant du thème abordé ici, merci de compléter l'article en donnant les références utiles à sa vérifiabilité et en les liant à la section « Notes et références ».
Pour les articles homonymes, voir Goa (homonymie).
GOA, créée en mars 1999, disparue en 2010 et filiale à 100 % de France Télécom jusqu'en 2004 (par la suite intégrée au sein de la Direction des Contenus), était une entreprise puis entité française gérant un portail Internet à son nom . Ce portail francophone a assuré pendant de nombreuses années le rôle de plate-forme de jeu en réseau (« matchmaking ») gratuite pour la France. GOA jouissait d'une grande popularité, et la plupart des titres emblématiques du jeu vidéo PC du début des années 2000 invitait l'acquéreur à se rendre sur ce portail (que ce soit via un logo au verso de l'emballage, dans le manuel, ou même dans les menus du jeu pour Age of Empires 2), ceci afin de bénéficier d'une expérience de jeu optimale en multijoueurs. Le site rassemblait les joueurs dans des tchats dédiés pour chaque jeu, d'où il était possible de s'entretenir entre potentiels participants, créer sa propre partie (création de « salles de jeu » qui apparaissaient alors au-dessus du tchat) ou encore rejoindre une partie déjà créée. Un plug-in propriétaire, le « pulsar » (installé par tous les joueurs au moment de leur inscription au site), assurait le lancement automatique de la section « multijoueur » du jeu associé dès que la salle de jeu était pleine sur le site. Tous les participants présents dans la salle se retrouvaient alors automatiquement à l'écran de lancement de la partie. Une interconnexion entre site et jeux très poussée, qui ne s'est ensuite plus vue que sur Zone.com / MSN Gaming Zone.

## Âge d'or
GOA est lancé en mars 1999 par France Télécom comme plate-forme de jeu en réseau, la deuxième en France après celle d'Infogrames, Infonie.
En plus de sa fonction de principale plate-forme de rencontre et de jeu pour les titres sortis dans le commerce, GOA a également assuré pendant 3 ans (1999-2002) l'exploitation du jeu de rôle massivement multijoueurs La Quatrième Prophétie (The 4th Coming) en France. Celle-ci prit fin le 15 décembre 2002, à la fin de la licence exclusive que détenait l’entreprise en France. GOA fut cependant ainsi le premier exploitant en Europe à avoir proposé un MMORPG gratuit et totalement localisé, et donc à y donner accès au plus grand nombre.
Dans la foulée, GOA lança en Europe Dark Age of Camelot (DAOC), qui fut l'un des premiers succès pour un MMORPG au niveau européen. L'entreprise couvrait l'édition, la distribution et l'exploitation européenne du jeu en langue française, italienne, espagnole, allemande et anglaise, et s’occupait notamment de l'hébergement des serveurs ainsi que de la localisation du jeu (traduction), du support client et de la gestion de communauté.

## 2004: «Première mort» pour le site
Après une période de stagnation de plusieurs mois, le site de GOA est soudainement « mort » une première fois aux yeux des joueurs le 25 juin 2004, en arrêtant net son activité de plate-forme multijoueurs pour jeux classiques (de type Age of Empires ou encore Sudden Strike). Ce fut donc un arrêt brutal pour la cinquantaine de jeux vidéo gérés par GOA. À la suite de ce changement radical (expliqué par la situation extrêmement déficitaire de l'entreprise), la plate-forme ne s'est alors plus occupée que d'un seul jeu : Dark Age of Camelot. GOA avait décidé de s'orienter uniquement vers l'exploitation de MMORPG.
Le 28 mars 2007, une nouvelle version du portail, titrée GOA.COM, finit par voir le jour. Cependant, loin d'être une résurrection, elle ne proposait que des jeux de type passe-temps occasionnels et/ou gratuits à jouer ("free to play") : GunBound, un "Worms-like", PangYa, un jeu de golf, Kart'n'Crazy, un "Mario Kart-like" en ligne, Warrior Epic, ainsi que League of Legends (qui deviendra plus tard -en 2013- le jeu le plus joué au monde), un MOBA. Deux autres jeux devaient sortir sur le portail mais furent annulés : un jeu de football, eXtrem Soccer, et un jeu se rapprochant des STR, Mytheon (développé par Petroglyph).
En automne 2008, GOA s'occupa du lancement et de l'exploitation du nouveau jeu massivement multijoueurs de Mythic Entertainment, Warhammer Online: Age of Reckoning (WOAR), ceci dans les mêmes termes que pour Dark Age of Camelot.

## «Descente aux enfers» et démantèlement
Le 1er décembre 2009, GOA annonçait vouloir recentrer (à nouveau) ses activités, et indiquait mettre fin à l'exploitation de Warrior Epic et Kart'n Crazy, tout en renonçant à exploiter le jeu Mytheon, qui n'avait pas encore été lancé. Le mois suivant, au 20 janvier 2010, l'exploitation du second titre historique de GOA, Dark Age of Camelot, fut transférée à Mythic, développeur du titre.
Le 10 mai 2010, GOA rétrocédait les droits de League of Legends à Riot Games, le développeur prenant à son tour en charge l'exploitation européenne. Le 24 juin 2010, ce fut au tour de l'annonce de l'abandon de l'exploitation de Warhammer Online, Bioware Mythic reprenant à son compte la gestion des serveurs européens dès le 6 juillet 2010.
Le coup de grâce est porté le 29 juin 2010 : GOA cède l'exploitation de Pangya à Galaxy Games, et le portail goa.com disparait à son tour courant juillet.